# Doerfel (cràter)

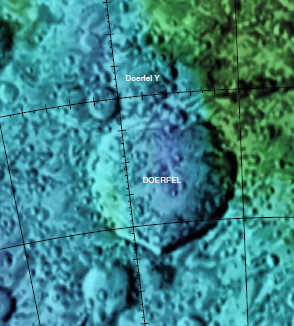
Localització del cràter Doerfel

Doerfel és un cràter d'impacte que es troba pròxim al pol sud, just a la cara oculta de la Lluna, aproximadament a mig camí entre el gran cràter Hausen a l'est-nord-est i l'encara més gran cràter Zeeman al sud-oest.
La paret exterior de Doerfel conserva gran part de la seva forma original, però ha estat arrodonida i lleugerament erosionat per una història de bombardeig posterior. Molts petits cràters es troben en la vora o molt a prop, especialment al llarg de la vora oest. Posseeix una lleugera extrusió cap a l'exterior a la vora sud, amb la vora nord una mica difusa i erosionada.
L'interior del Doerfel també està marcat per diversos petits cràters en la superfície d'una altra manera relativament plana. Presenta una molt lleugera elevació central prop del punt mitjà.

## Cràters satèl·lit
Per convenció aquests elements són identificats en els mapes lunars posant la lletra en el costat del punt mitjà del cràter que està més prop de Doerfel.
|         | \| Doerfel \| Coordenades \| Diàmetre \| \| ------- \| -------------------------------------- \| -------- \| \| R \| 71° 18′ S, 119° 24′ O / 71.3°S,119.4°O \| 32 km \| \| S \| 69° 54′ S, 119° 36′ O / 69.9°S,119.6°O \| 32 km \| \| O \| 68° 48′ S, 117° 12′ O / 68.8°S,117.2°O \| 34 km \| \| I \| 67° 48′ S, 108° 48′ O / 67.8°S,108.8°O \| 68 km \| |          |
| Doerfel | Coordenades | Diàmetre |
| R       | 71° 18′ S, 119° 24′ O / 71.3°S,119.4°O | 32 km    |
| S       | 69° 54′ S, 119° 36′ O / 69.9°S,119.6°O | 32 km    |
| O       | 68° 48′ S, 117° 12′ O / 68.8°S,117.2°O | 34 km    |
| I       | 67° 48′ S, 108° 48′ O / 67.8°S,108.8°O | 68 km    |